# ピアノ協奏曲第11番 (ハイドン)
ピアノ協奏曲 ニ長調 Hob. XVIII:11 は、フランツ・ヨーゼフ・ハイドンが1784年以前に作曲した協奏曲であり、ハイドンによる鍵盤楽器のための協奏曲のうち、唯一広く知られている作品である。
通し番号を付けて『ピアノ協奏曲第11番』と表記される場合もあるが、これはホーボーケン番号で XVIII に分類されている鍵盤楽器のための協奏曲全部（オルガン用を含む）に通し番号を振ったもので、ハイドンが書いたチェンバロまたはピアノのための協奏曲は第3番、第4番とこの曲の3曲のみである。

## 概要
ハイドンは鍵盤楽器のための協奏曲を他にも書いているが、この曲以外は1750年から1770年頃の作品であり、この曲のみが1780年代の曲である。
作曲の経緯や正確な作曲年代は明らかでないが、1781年頃にハイドンはモーツァルトと親しくなっており、このことからこの曲は、モーツァルトのピアノ協奏曲からの影響が他の協奏曲よりも多く見られる。
1784年にウィーンのアルタリアから「作品37」として出版され、同年にはパリとロンドンからも出版されているが、出版されたときの題は『チェンバロまたはフォルテピアノのための協奏曲（Concerto per il clavicembalo o fortepiano）』となっており、どちらでも演奏できるように書かれている。
現代での演奏はモダンピアノによる場合が圧倒的に多いが、近年ではトン・コープマンがチェンバロで演奏した録音や、ヨランダ・ヴィオランテがフォルテピアノで演奏した録音、ハープ奏者グザヴィエ・ドゥ・メストレによる録音なども存在する。

## 編成
- オーボエ2、ホルン2、チェンバロまたはピアノ、第1ヴァイオリン、第2ヴァイオリン、ヴィオラ、低音(低弦楽器、任意でファゴット等)。

鍵盤楽器奏者用の楽譜には独奏部分以外に数字つき通奏低音も書かれているが、実際の演奏では省略されることが多い。

## 構成
全3楽章構成、演奏時間は約20分。第1楽章と第2楽章にはカデンツァを挿入する場所がある。
- 第1楽章 ヴィヴァーチェ

ニ長調、4分の4拍子、協奏ソナタ形式。
第1主題は明るく愛らしいが、ピアノが出現してからイ短調のシンコペーションのリズムを持つ主題があらわれる。

- 第2楽章 ウン・ポコ・アダージョ
イ長調、4分の3拍子。

- 第3楽章 ハンガリー風ロンド：アレグロ・アッサイ

ニ長調、4分の2拍子、ロンド形式。
『ハンガリー風ロンド（Rondo all'Ungarese）』と名づけられているが、イギリスの音楽学者W. H. ハドウ (William Henry Hadow) によると、主題はハンガリーとは関係なく、ボスニアおよびダルマチアで踊られている舞曲『シリ・コロ（Siri Kolo）』に由来するという[7]。この主題部分の間に3つの副次主題が挿入される。長調と短調の対比が鋭い[2]。